# Aulonocnemis schaufussi
Aulonocnemis schaufussi är en skalbaggsart som beskrevs av Antoine Boucomont 1931. Aulonocnemis schaufussi ingår i släktet Aulonocnemis och familjen Aulonocnemidae. Inga underarter finns listade.